# Abe (Familienname)
Abe (Aussprache: [abe] ⓘ, japanisch 阿部) ist der 25.-häufigste japanische Familienname. Weniger häufige Varianten sind 安倍, 安部 und 阿倍.

## Namensträger
(Anmerkung: In Japan wird üblicherweise der Familienname vorangestellt; dies ist bei Artikeln jedoch nicht einheitlich der Fall.)
Bekannte Namensträger dieses Familiennamens sind folgende Personen:

### A
- Akie Abe (* 1962), japanische „First Lady“
- Akira Abe (1934–1989), japanischer Schriftsteller
- Asami Abe (* 1985), japanische Sängerin und Schauspielerin
- Ayako Abe-Ouchi, japanische Klimawissenschaftlerin

### B
- Bun’ichirō Abe (* 1985), japanischer Fußballspieler

### F
- Fumio Abe (1922–2006), japanischer Politiker (LDP)

### H
- Haruka Abe (* 1985), japanisch-britische Schauspielerin
- Abe Heisuke (1886–1943), japanischer Generalleutnant
- Abe Hidetaka, japanischer Karateka
- Hifumi Abe (* 1997), japanischer Judoka
- Abe no Hirafu (7. Jh.), japanischer General
- Abe Hiroaki (1889–1949), japanischer Admiral
- Hiroki Abe (Politiker) (* 1961), japanischer Politiker
- Hiroki Abe (Eisschnellläufer) (* 1986), japanischer Eisschnellläufer
- Hiroki Abe (Leichtathlet) (* 1997), japanischer Langstreckenläufer
- Hiroki Abe (Fußballspieler) (* 1999), japanischer Fußballspieler
- Hiromi Abe (* 2000), japanische Tennisspielerin
- Abe Hiroshi (Politiker) (1852–1922), japanischer Politiker
- Abe Hiroshi (Kriegsverbrecher) (* 1922), japanischer Kriegsverbrecher
- Hiroshi Abe (Bilderbuchautor) (* 1948), japanischer Bilderbuchautor
- Hiroshi Abe (Astronom) (* 1958), japanischer Astronom
- Hiroshi Abe (Schauspieler) (* 1964), japanischer Schauspieler
- Hiroyuki Abe (Tischtennisspieler), japanischer Tischtennisspieler
- Hiroyuki Abe (Fußballspieler) (* 1989), japanischer Fußballspieler
- Hitoshi Abe (* 1962), japanischer Architekt
- Horst Rudolf Abe (1927–2006), deutscher Medizinhistoriker

### I
- Ichiro Abe (1922–2022), japanischer Judolehrer
- Irmgard Abé (* 1935), deutsche Schriftstellerin und Drehbuchautorin
- Isao Abe (1912–1980), japanischer Leichtathlet
- Abe Isoo (1865–1949), japanischer Politiker und Intellektueller

### J
- Abe Jirō (1883–1959), japanischer Philosoph
- Julia Abe (* 1976), deutsche Tennisspielerin

### K
- Kaito Abe (Fußballspieler, Juni 1999) (* 1999), japanischer Fußballspieler
- Kaito Abe (Fußballspieler, September 1999) (* 1999), japanischer Fußballspieler
- Kan Abe (1894–1946), japanischer Politiker
- Kanako Abe (Dirigentin) (* 1973), japanische Dirigentin und Pianistin
- Kanako Abe (Künstlerin), japanisch-US-amerikanische Künstlerin
- Kanato Abe (* 2002), japanischer Fußballspieler
- Kaoru Abe (1949–1978), japanischer Jazzmusiker
- Karl-Heinz Abe (* 1957)[2], deutscher Designer
- Kazumi Abe (* 1947), japanischer Bobfahrer
- Kazuo Abe (* 1935), japanischer Ringer
- Kazushige Abe (* 1968), japanischer Schriftsteller
- Keigo Abe (1938–2019), japanischer Karateka
- Keiko Abe (* 1937), japanische Komponistin
- Kensaku Abe (* 1980), japanischer Fußballspieler
- Kenshiro Abe (1916–1985), japanischer Judoka
- Kinya Abe (* 1969), japanischer Fechter
- Kiyoshi Abe (* 1947), japanischer Ringer
- Abe Kōbō (1924–1993), japanischer Schriftsteller
- Kōhei Abe (1923–2005), japanischer Manager und Diplomat
- Abe Koichi (1892–1977), japanischer Generalleutnant
- Abe Kōmei (1911–2006), japanischer Musiker, Komponist und Musikpädagoge
- Kōto Abe (* 1997), japanischer Fußballspieler
- Kyoko Abe (* 1950), japanische Pianistin, Komponistin und Musikpädagogin

### M
- Mao Abe (* 1990), japanische Singer-Songwriterin
- Abe Masahiro (1819–1857), japanischer Politiker
- Masanao Abe (* 1967), japanischer Astronom
- Abe Masanori (1806–1823), japanischer Daimyō
- Masanori Abe (* 1991), japanischer Fußballspieler
- Masao Abe, eigentlicher Name von Hisao Jūran (1902–1957), japanischer Schriftsteller
- Masao Abe (buddhistischer Philosoph) (1915–2006), japanischer Buddhist und Religionswissenschaftler
- Masashi Abe (* 1965), japanischer Nordischer Kombinierer
- Mayumi Abe, Geburtsname von Mayumi Tanaka (* 1955), japanische Seiyū
- Mayumi Abe (Curlerin) (* 1967), japanische Curlerin
- Abe no Munetō (11. Jh.), japanischer Krieger

### N
- Abe no Nakamaro (698–770), japanischer Dichter
- Abe no Nakamura (698–770), japanischer Dichter
- Naoki Abe (* 1945), japanischer Leichtathlet
- Natsuko Abe (* 1982), japanische Biathletin
- Natsumi Abe (* 1981), japanische Schauspielerin und Sängerin
- Abe Nobuya (1913–1971), japanischer Maler und Fotograf
- Abe Nobuyuki (1875–1953), japanischer General und Politiker, Premierminister
- Nobuyuki Abe (Fußballspieler) (* 1984), japanischer Fußballspieler
- Norick Abe (1975–2007), japanischer Motorradrennfahrer
- Abe Norihide (1887–1962), japanischer Generalleutnant

### O
- Osamu Abe (* 1913), japanischer Ruderer
- Otto Abe, deutscher Baumeister

### R
- Raisei Abe (* 2004), japanischer Fußballspieler
- Rebecca Abe (* 1967), deutsche Schriftstellerin und Illustratorin, siehe Stephanie Schuster
- Richard Abé (1840–1919), deutscher Metallurg
- Ryōji Abe (* 1953), japanischer Radrennfahrer
- Ryota Abe (* 2001), japanischer Fußballspieler
- Ryōtarō Abe (* 1962), japanischer Komponist

### S
- Abe Sada (* 1905), japanische Prostituierte
- Abe no Sadatō (1019–1062), japanischer Feldherr
- Satoru Abe (* 1982), japanischer Biathlet
- Shigeaki Abe (* 1947), japanischer Basketballspieler
- Abe Shigetaka (1890–1939), japanischer Pädagoge
- Abe Shinnosuke (Journalist) (1884–1964), japanischer Journalist
- Shinnosuke Abe (Baseballspieler) (* 1979), japanischer Baseballspieler
- Shinnosuke Abe (Schauspieler) (* 1982), japanischer Schauspieler
- Abe Shintarō (1924–1991), japanischer Politiker (LDP)
- Shinzō Abe (1954–2022), japanischer Politiker und 57. Premierminister Japans (2006–2007 und 2012–2020)
- Shōhei Abe (* 1983), japanischer Fußballspieler
- Abe Shōō (?–1753), japanischer Kenner der traditionellen Medizin
- Shū Abe (* 1984), japanischer Fußballspieler
- Shuichi Abe (* 1960), japanischer Politiker
- Shūto Abe (* 1997), japanischer Fußballspieler
- Sonny Abe (* 1970), japanischer Ringer

### T
- Abe Tadaaki (1602–1675), japanischer Daimyō
- Tadashi Abe (1926–1984), japanischer Aikido-Lehrer
- Tadashi Abe (Ruderer) (* 1963), japanischer Ruderer
- Tadatoshi Abe (* 1931), japanischer Hockeyspieler
- Taisei Abe (* 2004), japanischer Fußballspieler
- Takashi Abe (* 1997), japanischer Fußballspieler
- Takatoshi Abe (* 1991), japanischer Hürdenläufer
- Takuma Abe (* 1987), japanischer Fußballspieler
- Takumi Abe (* 1991), japanischer Fußballspieler
- Tatsuki Abe (* 2003), japanischer Hürdenläufer
- Teruo Abe, japanischer Fußballspieler
- Tetsuya Abe (* 1983), japanischer Fußballspieler
- Tokiharu Abe (1911–1996), japanischer Ichthyologe
- Tomoe Abe (* 1971), japanische Langstreckenläuferin
- Abe Tomoji (1903–1973), japanischer Schriftsteller, Übersetzer und Literaturkritiker
- Tomoko Abe (* 1948), japanische Politikerin
- Toshiko Abe (* 1959), japanische Politikerin
- Toshiyuki Abe (* 1974), japanischer Fußballspieler

### U
- Udo Abe (* 1956), deutscher Fußballspieler
- Uta Abe (* 2000), japanische Judoka

### W
- Wakako Abe (* 1966), japanische Radrennfahrerin

### Y
- Abe no Yoritoki († 1057), japanischer Feldherr
- Yoshinori Abe (* 1972), japanischer Fußballspieler
- Yoshirō Abe (* 1980), japanischer Fußballspieler
- Abe Yoshishige (1883–1966), japanischer Philosoph und Erzieher
- Yoshitoshi ABe (* 1971), japanischer Mangaka
- Yoshiyuki Abe (* 1969), japanischer Radrennfahrer
- Yūichi Abe (Regisseur) (* 1964), japanischer Regisseur
- Yūichi Abe (Komponist) (* 1968), japanischer Komponist
- Yūichi Abe (Fußballspieler) (* 1969), japanischer Fußballspieler
- Yūki Abe (* 1981), japanischer Fußballspieler
- Yūki Abe (Fußballspieler, 1989) (* 1989), japanischer Fußballspieler
- Yūta Abe (* 1974), japanischer Fußballspieler
- Yūtarō Abe (* 1984), japanischer Fußballspieler